# همزیستی پاکسازی
همزیستی پاکسازی (انگلیسی: Cleaning symbiosis) یک ارتباط دوجانبه سودمند بین افراد دو گونه است که در آن یک فرد (تمیزکننده) با خوردن انگل‌ها و دیگر مواد از سطح فرد دیگری (مشتری) می‌زداید. همزیستی پاکسازی در میان ماهیان دریایی به خوبی شناخته شده‌است؛ جایی که برخی از گونه‌های کوچک از ماهی‌های پاک‌تر، به‌ویژه ماهی‌ها و همچنین گونه‌هایی در جنس‌های دیگر، برای تغذیه تقریباً منحصراً با تمیز کردن ماهی‌های بزرگتر و سایر حیوانات دریایی تخصص دارند. شکل‌های دیگر همزیستی‌های پاکسازی بین پرندگان و پستانداران و در گروه‌های دیگر نیز وجود دارد.
رفتار تمیز کردن نخستین بار توسط هرودوت مورخ یونانی در حدود ۴۲۰ پیش از میلاد توصیف شد، هرچند به نظر می‌رسد نمونه‌ای را که او ارائه می‌دهد (پرندگان در حال خدمت به کروکودیل)، به ندرت رخ می‌دهد.
بیش از سی سال است که نقش پاکسازی همزیست توسط زیست‌شناسان مورد بحث بوده‌است. برخی معتقدند که نظافت نشان دهندهٔ همکاری ایثارگرانه، اساساً همزیستی دوسویه خالص، افزایش برازش هر دو فرد است. دیگران مانند رابرت تریورس بر این باورند که این خودخواهی متقابل، دگرخواهی دوسویه را نشان می‌دهد. برخی دیگر دوباره بر این باورند که رفتار پاکسازی صرفاً استثمار یک طرفه است؛ نوعی زندگی انگلی.